# 1915 Çanakkale híd
A 1915 Çanakkale híd (törökül 1915 Çanakkale Köprüsü) Törökország Çanakkale tartományában található függőhíd. A Dardanellák fölött átívelő, Európát Ázsiával összekötő szerkezet átadására 2022-ben került sor, és – 2023 méteres középső támaszközével – a világ legnagyobb támaszközű hídja. A híd építésére a 324 km hosszú Kınalı–Tekirdağ–Çanakkale–Savaștepe autópálya-projekt részeként került sor, melynek elkészültével teljessé vált a Márvány-tenger körüli autópályalánc.

## Műszaki jellemzők
Az acél hídszerkezet teljes hossza 3563 méter (a felhajtó hidakkal együtt 4608 méter), támaszköze 2023 méter, 32 méterrel meghaladva a korábbi világelső Akasi Kaikjó híd középső nyílásának a hosszát. A pilonok magassága a tengerszinttől számítva 318 méter. Az átkelés kizárólag gépjárművek számára készül, egy 2×3 sávos autópálya átvezetésével. A gyalogos és kerékpáros közlekedés – biztonsági okok miatt – nincs engedélyezve. A hajózható szabad nyílás mérete a vízszint fölött 1600 m × 70 m.
A pilonok H alakú acéltornyok, a pályatartó iker szekrénytartó kialakítású. A pályatartó szélessége 45,06 méter, magassága 3,50 méter, a szekrénytartókat összekötő keresztgerendák hossza 24,00 méter. A híd fő teherhordó szerkezetét 5,75 mm átmérőjű, 1960 MPa szakítószilárdságú acélhuzalokból készült kábelek alkotják.
A híd terveit a török Tekfen Engineering, Inc. (a Tekfen Holding leányvállalata) készítette, a részlettervek kidolgozására kiírt pályázatot a dán COWI A/S nyerte meg.

## Építése
A híd megépítésére kiírt nemzetközi pályázatot 2017 januárjában a dél-koreai Daelim és SK E&C, valamint a török Limak Holding és Yapı Merkezi alkotta konzorcium nyerte meg, a legrövidebb építési idő (6,5 év) megajánlásával. A 2017. március 16-án aláírt szerződés szerint a négy vállalat egyenlő tulajdonában lévő társaság viseli az építkezés körülbelül 2,8 milliárd dolláros költségét, ezért 16 év és 2 hónap időtartamra a konzorcium kezelésébe és üzemeltetésébe kerül az elkészült híd, és csak ezt követően adják át a török kormánynak. (Összehasonlításképp: az Akasi Kaikjó híd építése 10 évig tartott, és legalább 3,6 milliárd dollárba került, aminek megtérülése – ha egyáltalán bekövetkezik – több mint 25 év lesz.)
A híd alapkőletételére 2017. március 18-án került sor. Pontosan egy évvel később, a cölöpök és pilonok alapkőletételi ünnepségén Recep Tayyip Erdoğan török elnök bejelentette, hogy a híd átadására az eredetileg tervezettnél másfél évvel korábban, 2022. március 18-án fog sor kerülni.
2020. május 16-án beemelték a helyére a második, Gallipoli felőli oldalon álló pilon utolsó elemét is.

## Jelképek, évfordulók
A híd nevében az 1915-ös évszám, illetve az alapkőletétel (2017. március 18.) és a tervezett átadás (2022. március 18.) időpontja a Dardanellák ostromának nyitányát jelentő, török győzelemmel végződő, 1915. március 18-i tengeri áttörési kísérletre emlékeztet. A híd legnagyobb támaszközének 2023 méteres hossza a Török Köztársaság kikiáltásának centenáriumi évére utal. (Eredetileg a híd átadását is 2023-ra tervezték.)